# 牧野惇
牧野 惇（まきの あつし、1982年 - ）は、日本の映像作家、ミュージック・ビデオ監督である。2020年にCONNECTION Inc.から独立し、2022年、株式会社UCHOを設立。

## 略歴
1982年福井県武生市生まれ。武生高校卒業。
2006年よりチェコ・プラハ工芸美術大学（UMPRUM）のTV&Film Graphic学科にてドローイングアニメーション、パペットアニメーションを学んだのち、東京芸術大学大学院映像研究科を修了。
アニメーション、キャラクターデザイン、イラストレーションなどを総合的に手掛ける。
2021年、東京2020パラリンピックの開会式の映像ディレクターを務め、同年NHK紅白歌合戦のオープニング映像を制作する。
2022年、株式会社UCHOを設立。CEKAI株式会社にも所属している。
2023年、「天才てれびくん」の新しいシリーズにアートディレクターとして参加。同年、10月からの連続テレビ小説「ブギウギ」のタイトルロゴとオープニング映像を制作。
2024年、「GREEN×EXPO 2027」の公式マスコットキャラクター「トゥンクトゥンク」のデザインを手掛ける。
2025年、関西大阪万博の開会式にて、万博パレード「Parade of Global Harmony」の監督を務める。

<受賞歴>

2017年、CJ E&M Corp.が主催するアジア最大級の音楽アワード「2017 Mnet Asian Music Awards」Professional Categoriesにて、Mr.Children「ヒカリノアトリエ」のミュージックビデオが『Best Video Director of the year』を受賞。
2018年、第61回ニューヨークフェスティバルにて金賞 (World Gold Medal) を受賞。
2021年、映文連アワード2021にてYOASOBIの「群青」が優秀作品賞（準グランプリ）を受賞。
2022年、CICLOPE Asisにて「銀河高原ビール」がアニメーション部門のゴールド。CICLOPE2022にてアニメーション部門のシルバー。shots Awardsにて、2D animation部門でゴールド、Direction部門でシルバー、Concept部門でブロンズを受賞。映文連アワード2022でもコーポレートコミュニケーション部門で部門優秀賞。ACCの個人賞でもアニメーターとして受賞。

## 主な監督・参加作品

### ミュージックビデオ
| アーティスト名                     | 曲名 |
| ---------------------------------- | --- |
| ACIDMAN                            | 『EVERLIGHT ～Animation Ver.～』（アニメーション/監督:柿本ケンサク）                                                                               |
| amazarashi                         | 『名前』 |
| 絢香                               | 『コトノハ』 |
| Aimer                              | 『歌鳥風月』 |
| 小林愛香                           | 『NO LIFE CODE』 |
| ササノマリイ                       | 『戯言スピーカー』（吉祥寺アニメワンダーランド審査員特別賞/コアミックス賞受賞） 『シノニムとヒポクリト』 『共感覚おばけ』 『Re:verb』 『M(OTHER)』 |
| さよなら、また今度ね               | 『クラシックダンサー』 |
| シナリオアート                     | 『エポックパレード』 |
| JUJU                               | 『ミライ』（出演:仁村紗和） |
| The BONEZ                          | 『Friends』 |
| Mr.Children                        | 『ヒカリノアトリエ』（映像クリエーター/クリエイティブディレクター:森本千絵）                                                                       |
| 三浦大知                           | 『Blizzard』 |
| YOASOBI                            | 『群青』 |
| YUKI                               | 『ポストに声を投げ入れて』 |
| Pentatonix ft. Little Glee Monster | 『Midnight In Tokyo』 |
| Vaundy                             | 『置き手紙』 |
| YOASOBI                            | 『HEART BEAT』 |

### テレビ
- テレビ朝日『すっぽんの女たち』（CG）
- TBSテレビ『TBS若手ディレクターと石橋の土曜の3回』（CG）
- NHK Eテレ『テクネ 映像の教室』（2016年8月19日）出演
- NHK『100分de名著』タイトルバック制作
- NHK『知恵泉』タイトルバック制作
- フジテレビ『ピカルの定理』タイトルバック制作
- NHK Eテレ オープニング『開く、いちにち』制作
- NHK Eテレ クロージング『閉じる、いちにち』制作
- 【『開く、いちにち』『閉じる、いちにち』新オープニング＋クロージング映像はこうして作られた】出演
- NHK Eテレ　『みんなのうた』10月曲「音の庭」（フジファブリック）映像制作()
- NHK 第72回NHK紅白歌合戦　オープニング映像制作
- NHK 総合 連続テレビ小説『ブギウギ』タイトルロゴ+オープニング映像制作[8]

### CM
- フレスタ「もっと。」篇「ずっと。」篇 （2015年）
- 東急ストア銀座（2015年）
- キリンビール「HEARTLAND FOREST」（2016年）
- 資生堂「MAJOLICA MAJORCA」
- TOYOTA「TOYOTA Minivan」
- サントリービール「The PREMIUM MALT’S」
- 日清食品「kaminoaji “kaminoaji series”」
- 花王「クイックル Joan “ジョアンの冒険”」篇
- 日本航空 JAL 機内マナービデオ（2019年）
- LAWSON 「LAWSON TOWN ブリュレスフレ」篇「LAWSON TOWN GU-BO」篇「LAWSON TOWN 金しゃり 海の極旨おにぎりシリーズ」篇
- 富士通「Reimagine篇　問いかける。明日が、はじまる。」（2020年）
- 花王 クイックルJoan「ジョアンの冒険　家族篇」「ジョアンの冒険　ペット篇」（2020年）
- TOKYO 2020 NIPPON FESTIVALプロモーション映像（2020年）
- ウポポイ民族共生象徴空間「ウポポイ登場」篇（2020年）
- LUMINE「MERRY  GOOD JOB!」のMy ムービー（2020年）
- 積水ハウス不動産「シャーメゾンショップでこちらも篇」（2021年）
- ブルボン　アルフォートミニチョコレート「ブルーピリオド　出会い」篇「ブルーピリオド  息抜き」篇「ブルーピリオド　ゴール」篇（2021年）
- 明治安田生命　エピローグ・レター「夫から妻へ」篇「母から息子へ」篇「父から娘へ」篇（2021年）
- ブルボン「ビスケット総選挙」（2021年）
- ボシュロム･ジャパン「レニューのレンズケアダンス 〜消毒力のレニューで、新・レンズケア習慣！」篇（2021年）
- ドコモCM「ahamo はじまるよ」篇（2021年）
- ドコモCM「ahamo シンプルプラン」篇（2021年）
- ドコモCM「ahamo つながる」篇（2021年）
- 東京海上日動「エールをプールに」篇（2021年）
- 東京スカイツリー　「登り続ける。」篇（2021年）
- JINS Switch 『3in1 多機能スイッチ誕生』篇（2021年）
- POLA B.A ディープクリアライザー（2021年）
- A-POC ABLE ISSEY MIYAKE「TYPE-II Tatsuo Miyajima project」（2021年）
- 富士通「Fujitsu Uvance　日常を変える。それが、この星を変える。」篇（2021年）

### その他
- Mr.Children REFLECTION｛Live&Film｝ オープニング/エンディング、ステージ演出映像 / DVD・Blu-rayジャケット（2015年）
- Mr.Children Stadium Tour 2015 未完 「ニシエヒガシエ」「Starting Over」オープニング/エンディング、ステージ演出映像/DVD・Blu-rayジャケット（2015年）
- パルコLOVE&GIFT 2015 Christmas（2015年）
- 丸の内ビルディングイルミネーション（2016年）[9]
- シナリオアート『アルバム「Faction World」全曲トレイラー』（2017年）[10]
- 新津由衣『Neat's ワンダープラネット』（2018年7月11日）ジャケット
- 映画『太陽の塔』（2018年）アニメーションディレクター[11]
- 「スターバックスの窓」体験イベント（2019年）演出＋イラスト[12]
- 関西テレビ「“Perfect World” Teaser」（2019年）
- JAL「JAL Manners MOVIE」（2019年）
- NHK Eテレ オープニング/クロージング（2021年）[13]